# Diamant-Klapperschlange
Die Diamant-Klapperschlange (Crotalus adamanteus) ist eine Art der Klapperschlangen, die im Südosten der Vereinigten Staaten verbreitet ist. Sie ist mit einer Gesamtlänge von maximal 2,50 Meter die längste Klapperschlangenart überhaupt.

## Merkmale
Die Diamant-Klapperschlange wird im Regelfall etwa 1,20 bis 1,40 Meter lang, kann in Ausnahmefällen auch Maximallängen von 2,0 bis 2,50 Metern erreichen. Die Körperfarbe reicht von grau bis zu einem hellen olivgrün mit deutlichen rautenförmigen und dunkelbraunen Zeichnungselementen auf dem Rücken („Diamanten“). Die Rauten werden von einer Reihe cremeweißer Schuppen umrandet. Der Kopf ist ebenfalls meistens dunkelbraun gefärbt und weist beidseitig zwei helle Streifen, von denen einer ober- und einer unterhalb des Auges schräg nach unten verläuft. Der dazwischen liegende Augenstreifen ist sehr dunkel, häufig auch schwarz. An den Seiten der Schnauze hat die Schlange ebenfalls hellere Streifen. Wie alle Klapperschlangen hat sie eine auffällige Schwanzrassel.

## Verbreitung und Lebensraum

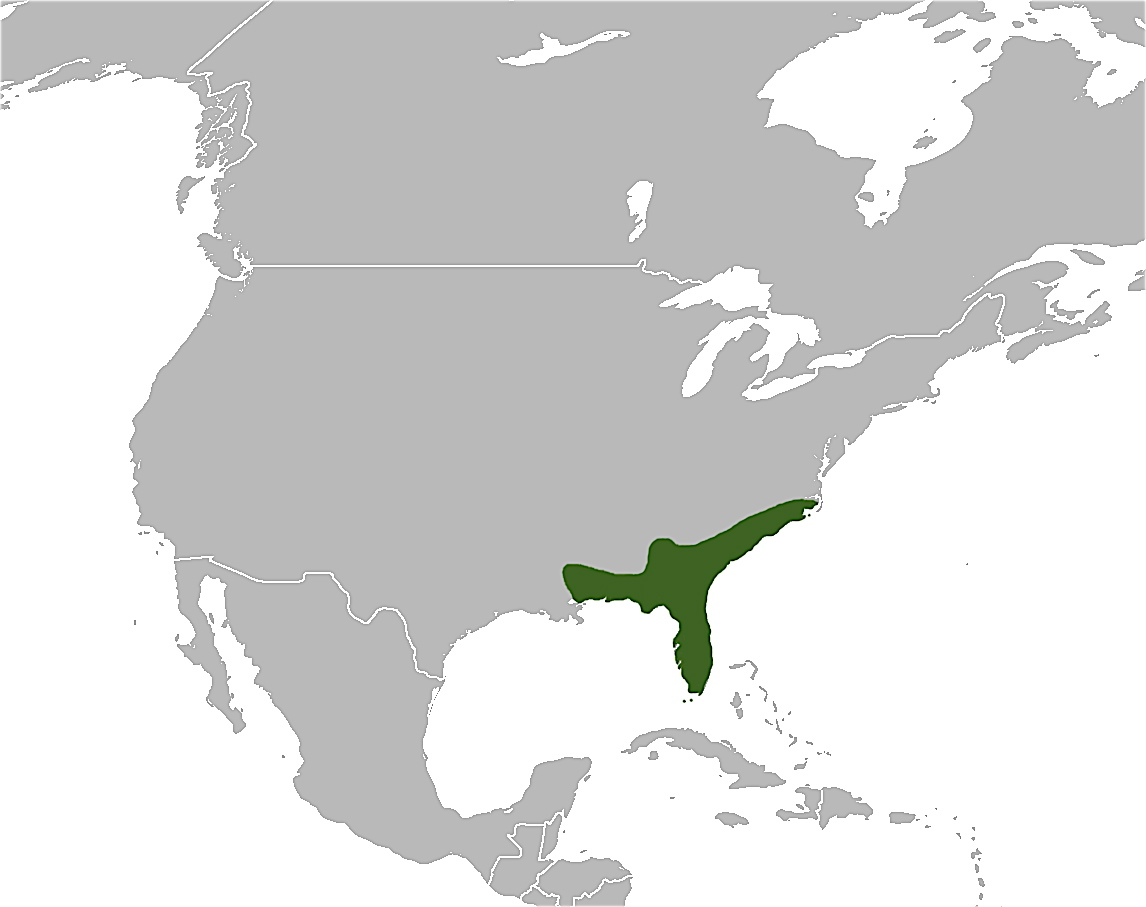
Verbreitungsgebiet der Diamant-Klapperschlange

Das Verbreitungsgebiet der Diamant-Klapperschlange beschränkt sich auf den Südosten der USA und beinhaltet Florida, den äußersten Südosten von Louisiana  sowie die südlichen Küstenregionen von Alabama, Georgia, North und South Carolina.
Als Habitat bevorzugt die Schlange trotz der in ihrem Verbreitungsgebiet vorherrschenden Flachland-Sumpfgebiete trockene Kiefern- und Eichenwälder, häufig durchsetzt mit dem Scrub Palmetto. Die Klapperschlange ist allerdings auch ein guter Schwimmer und wurde mehrfach mehrere Kilometer vor der Küste im offenen Meer gefunden. Entsprechend findet man sie auch auf sehr vielen vorgelagerten Inseln und den Florida Keys.

## Lebensweise
Wie die meisten anderen Arten der Klapperschlangen ist auch diese Art vorwiegend nacht- und dämmerungsaktiv und lebt ausschließlich auf dem Boden. Sie ernährt sich vor allem von Kleinsäugern, seltener auch von Eidechsen oder Vögeln, die sie mit ihrem Biss tötet.
Bei einer potentiellen Bedrohung versucht die Schlange zu fliehen oder verhält sich ruhig und vertraut auf ihre Tarnung. Wird die Bedrohung intensiver, kann die Schlange ihre Rassel zur Warnung einsetzen und dabei ein laut rasselndes Geräusch erzeugen. Meistens erfolgt bereits danach ein Verteidigungsbiss, der fast immer mit einer Giftinjektion verbunden ist.
Die lebendgebärenden (ovoviviparen) Diamant-Klapperschlangen bringen je Wurf zwischen sieben und 21 Jungschlangen zur Welt, die bei der Geburt bereits eine Länge von 30 bis 36 Zentimetern haben. Bei einer im Terrarium gehaltenen Schlange wurde mit Hilfe genetischer Marker belegt, dass sie erst fünf Jahre nach dem letzten Kontakt zu einem Artgenossen 19 Jungtiere aus befruchteten Eizellen hervorbrachte.

## Schlangengift

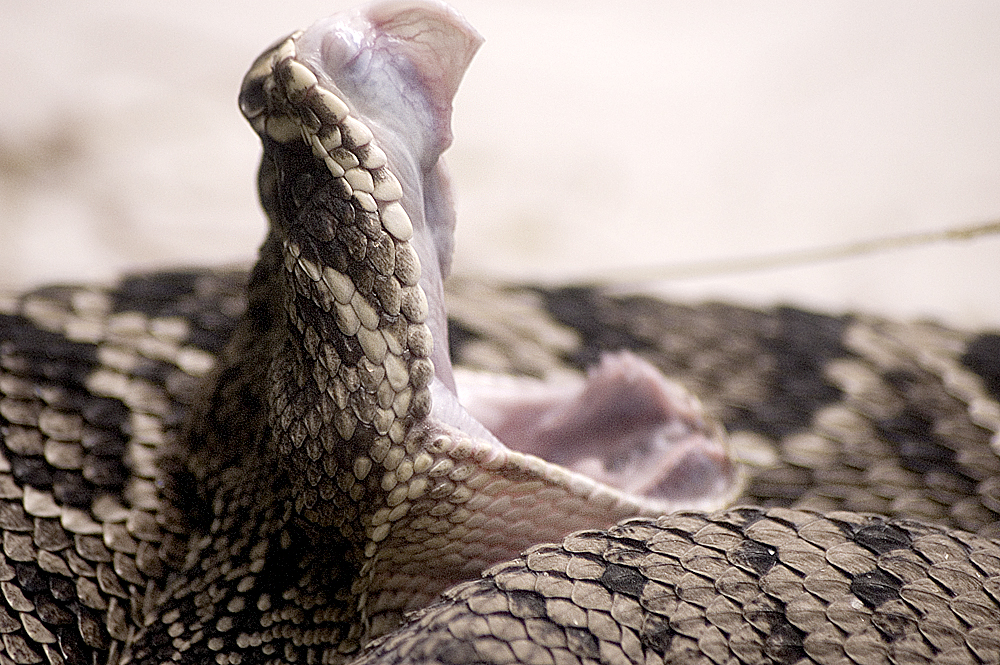
Giftzahn der Diamant-Klapperschlange in Zahnscheide

Als größte Klapperschlange hat die Diamant-Klapperschlange auch eine größere Giftmenge als alle anderen Arten der Gattung. Das Gift greift die roten Blutkörperchen an und zerstört sie, außerdem führt es zu Gewebezerstörungen im Bereich der Bissstelle, die stark anschwillt. Wird der Biss nicht behandelt, kann er sehr schwere Folgen für den Patienten haben und sogar zum Tod führen.
Besonders für die Terrarienhaltung stehen Antivenine zur Verfügung, die unspezifisch bei Bissen von Klapperschlangen eingesetzt werden können. Ein bekanntes Präparat ist „CroFab (Crotalidae Polyvalent Immune [Ovine])“.

## Gefährdungssituation
Die Weltnaturschutzunion IUCN führt die Diamant-Klapperschlange in der Roten Liste gefährdeter Arten. Sie wird allerdings auf Grund ihrer weiten Verbreitung und der vermutlich hohen Bestandszahl als nicht gefährdet (Least Concern) beurteilt.